# Victor de Laprade

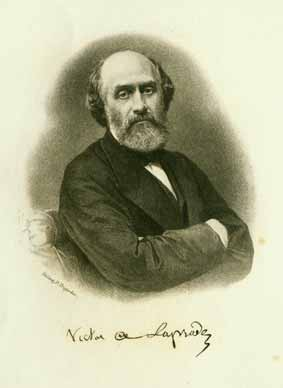
Victor de Laprade

Pierre Martin Victor Richard de Laprade (* 13. Januar 1812 in Montbrison; † 13. Dezember 1883 in Lyon) war ein französischer Dichter.

## Leben
Victor de Laprade studierte in Lyon Jurisprudenz und ergriff die Advokatenlaufbahn. Als Dichter machte er sich zuerst durch das im Lamartineschen Stil gehaltene Poem Les parfums de Madeleine (1839) bekannt.
Es folgten die Dichtungen:
- La colère de Jésus (1840),
- Psyché (1841, 3. Aufl. 1860),
- Odes et poëmes (1844),
- Poëmes évangéliques (1853),
- Les symphonies (1855) und
- Idylles héroïques (1858)

Nachdem er 1858 zum Mitglied der Académie française ernannt worden war, veröffentlichte er folgende prosaische Werke:
- Questions d'art et de morale (1861);
- Les arbres du Luxembourg (1865);
- Le sentiment de la nature avant le christianisme (1866) und
- Prolégomènes (1883) und die entsprechende Schrift
- Le sentiment de la nature chez les modernes (1867);
- L'éducation homicide (1867) und
- L'éducation liberale (1873); die vorzügliche Dichtung
- Pernette (1868) und die Tragödie
- Harmodius (1870);
- Contre la musique (1880);
- Essais de critique idéaliste (1882);
- Le livre d'un père (1876) u. a.

Laparde galt unter seinen Landsleuten als der Nachfolger Lamartines. Seine monoton gehaltenen Dichtungen sind von Mystik und Idealismus geprägt. Er bediente sich ebenfalls des satirischen Tons, so namentlich in den Poëmes civiques (1873) und in der Gedichtsammlung Tribuns et courtisans (1875). Eine Sammlung seiner ŒOuvres poétiques erschien 1878–1881 in 6 Bänden.
Von 1871 bis 1873 gehörte Laprade als Mitglied des rechten Zentrums der Nationalversammlung von Versailles an.